# Capella Beatae Mariae ad Lacum
Capella Beatae Mariae ad Lacum, afgekort CBM-koor is een gemengd koor uit de Belgische stad Tienen. Het koor werd opgericht in 1971 als kinderkoor in de Onze-Lieve-Vrouw-ten-Poelkerk aan de Grote Markt door E.H. Evrard Vandervelpen.
Met de komst van koordirigent Kurt Bikkembergs in 1985 groeide het koor uit tot een van Vlaanderens grootste korenfamilies met drie kinderkoren (mini, midi en maxi), een jeugdkoor en een jongvolwassenenkoor. Er werd ook een instrumentaal ensemble opgericht. Na Kurt Bikkembergs werd de capella geleid door Dieter Staelens en Tineke Verlooy. Momenteel staan het volwassenenkoor en het jeugdkoor onder leiding van Koen Vits.
In de editie 1999-2000 werd het jongvolwassenenkoor laureaat van de volwassenenkoren in de wedstrijd Koor van het Jaar.